# Ріцпа

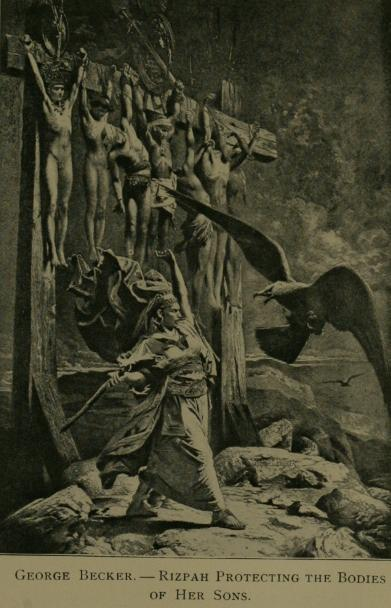
Ріцпа захищає тіла своїх синів

Ріцпа («гаряче вугілля», «розпечений камінь») — була дочкою Айї, наложницею Саула. Вона була матір'ю Армонія та Мерібаала (2Сам. 3:7; 21:8–11).
Після смерті Саула, Авнера звинуватили в тому, що він прагнув до трону, взявши собі за дружину Ріцпу, що призвело до сварки між ним і сином та наступником Саула, Іш-бошетом. (2Сам. 3:7–8). Сварка призвела до того, що Авнер перейшов на бік Давида (2Сам. 3:17-21), який тоді був царем окремого Юдейського царства. Цей інцидент призвів до падіння Іш-Бошета і приходу на престол Давида як царя возз'єднаного царства Ізраїлю.
Голод, який тривав три роки, був у Ізраїлі на початку половини правління Давида в Єрусалимі. Бог відкрив, що це лихо сталося через "Саула та за його кривавий дім, за те, що він убив гівонітів. Гівоніти не були ізраїльтянами, а залишком амореїв, яких Саул переслідував у Ізраїлі. Давид запитав у гівонітів, що вони вимагають і отримав відповідь, що ніщо не компенсує зла, яке Саул зробив їм, крім смерті семи Саулових синів (2Сам. 21:1–6).
Отже, Давид видав їм двох синів Ріцпи і п'ятьох синів Мерави — дочки Саула. Їх гівоніти вбили та повісили їхні тіла у святилищі у Гаваоні (2 Самуїла 21:8–9). Після цього Ріцпа перебувала на скелі у Гаваоні і п'ять місяців від початку збирання врожаю до часу дощу, наглядала за підвішеними тілами своїх дітей, щоб їх не з'їли звірі та хижі птахи (2 Самуїла 21:10), поки їх нарешті не зняв і не поховав Давид (2 Самуїла 21:13) у Целі у родинному гробі Кіша, батька Саула, разом із з кістками Саула та Йонатана. Лише після того, як було здійснено відшкодування за зраду Саулом гівонітів, а оливкова гілка була простягнута до Ріцпи та дому Саула, надавши синам Саула честь поховання разом з їхнім батьком, Бог відповів на благання землі та поклав край голоду (2 Самуїла 21:14).